# Radzyń Chełmiński (gemeente)
De gemeente Radzyń Chełmiński is een stad- en landgemeente in het Poolse woiwodschap Koejavië-Pommeren, in powiat Grudziądzki.
De zetel van de gemeente is in Radzyń Chełmiński.
Op 30 juni 2004 telde de gemeente 4947 inwoners.

## Oppervlakte gegevens
In 2002 bedroeg de totale oppervlakte van gemeente Radzyń Chełmiński 90,7 km², waarvan:
- agrarisch gebied: 89%
- bossen: 1%

De gemeente beslaat 12,45% van de totale oppervlakte van de powiat.

## Demografie
Stand op 30 juni 2004:
| Omschrijving                   | Totaal | Totaal | Vrouwen | Vrouwen | Mannen | Mannen |
| ------------------------------ | ------ | ------ | ------- | ------- | ------ | ------ |
| eenheid                        | aantal | %      | aantal  | %       | aantal | %      |
| inwoners                       | 4947   | 100    | 2489    | 50,3    | 2458   | 49,7   |
| bevolkingsdichtheid (inw./km²) | 54,5   | 54,5   | 27,4    | 27,4    | 27,1   | 27,1   |

In 2002 bedroeg het gemiddelde inkomen per inwoner 1488,38 zł.

## Administratieve plaatsen (sołectwo)
Czeczewo, Dębieniec, Gawłowice, Gołębiewo, Kneblowo, Mazanki, Nowy Dwór, Radzyń-Wieś, Radzyń-Wybudowanie, Rywałd, Stara Ruda, Szumiłowo, Zakrzewo, Zielnowo.

## Aangrenzende gemeenten
Grudziądz, Gruta, Książki, Płużnica, Świecie nad Osą, Wąbrzeźno